# Nakladatelství Aulos
Nakladatelství Aulos je české nakladatelství, které vydává bibliofilské tisky s výtvarnými díly předních českých výtvarníků a limitované série grafických listů. Nakladatelství založil roku 1992 Zdeněk Křenek (*2. května 1951, Nový Jičín), který předtím působil jako dramaturg a redaktor Lyry Pragensis. Od roku 1993 je jediným majitelem vydavatelství i jeho ochranné známky. Název Aulos je podle antického dechového nástroje aulos.
Nakladatelství sídlí v původně gotickém, několikrát přestavěném domě U zlatého půlkola v Michalské ulici 21, čp. 435, Praha 1.

## Umělecké zpracování
Grafickou podobu knih a individuální formát každého titulu vytváří typograf Zdeněk Ziegler.
Vazba knih je dílem Ateliéru Krupka v Úvalech.
Sazbu písma (u některých titulů ruční), provedli tiskaři Jiří Vágner, Vladimír Pačes,
Alan Záruba, David Fírek, David Tošovský, Jan Bouček, Nakladatelství Fortuna, typografické studio MU
Tisk sazby prováděl do roku 2002 Jaroslav Janďourek (dílny VŠUP), v současnosti tiskárna P. Chrt, Újezd nad Lesy.
Tisk ilustrací je dílem předních tiskařských ateliérů: Milan Dřímal, Pavel Dřímal, Luboš Dušek (lept), Jiří Lípa, Martin Bouda, Michal Řehák, Petr Korbelář (litografie), Antonín Komárek, René Řebec, Arne Charvát (serigrafie), Vladimír Bujárek (mezzotinta), Jiří Holý (reliéfní tisk), Libor Beránek, Jaromír Šťoural (dřevořez, barevný linoryt).

## Historie sídla nakladatelství
O domu U půlkola, později zvaném U zlatého půlkola, je první písemná zmínka z roku 1405, kdy zaujímal parcelu dnes rozdělenou mezi tři sousedící domy. V 16. století byl přestavěn renesančně, definitivní pozdně barokní přestavba je z druhé poloviny 18. století. Rekonstrukce prostor nakladatelství z roku 1994 respektovala v maximální míře historické prvky a zachovala valenou klenbu s lunetami, odhalené původní malby z 19. století i podlahu z prken a keramických dlaždic. Nové je pouze dřevěné ostění a mobiliář.
Prostory nyní obývané Nakladatelstvím Aulos mají dlouhou a slavnou historii. Dne 27. února 1790 zde Václav Matěj Kramerius otevřel svou Českou expedici a zahájil vydávání českých knih a prvních českých novin. Po Krameriovi v této místnosti sídlila tiskárna Františka Jeřábka, která vydávala mj. spisy Š. Hněvkovského, F.M. Pelela, J. Nejedlého a divadelní hry J.N. Štěpánka a od poloviny 19. století litografická dílna Josefa Farského. Po roce 1921 na této adrese provozovala obchod kožešinami firma Otto Robitschek, kterou po válce nahradila výkupna a sklad kožek. Socialistický podnik neprovedl žádné stavební zásahy a zůstalo tak zachováno domovní znamení skryté portálem i leptaný znak litografické dílny ve výplni dveří.

## Dosud vydané tituly

### 1993
- Oscar Wilde: Slavík a růže, lepty Zdeňka Krajčová, 100 číslovaných výtisků na ručním papíře, ISBN 80-901261-0-3
- Richard Aldington: Sen v Lucemburské zahradě (př. A. Vaněček), lepty Eva Hašková, 100 číslovaných výtisků, ISBN 80-901261-1-1
- Ezop: Bajky (př. V. Blahník, R. Kuthan), lepty s akvatintou Markéta Prachatická, 100 číslovaných výtisků, ISBN 80-901261-2-X
- Jan Zahradníček: Znamení moci, 2 suché jehly a pastel, 31 číslovaných výtisků, 2 suché jehly, Václav Boštík, 100 číslovaných výtisků, ISBN 80-901261-3-8
- Jaroslav Seifert: Deštník z Picadilly, litografie Helena Konstantinová, 200 číslovaných výtisků, ISBN 80-901261-4-6
- Christian Morgenstern: Noční rybí zpěv (př. J. Hiršal), barevné lepty Pavel Sukdolák, 100 číslovaných výtisků, ISBN 80-901261-5-4

### 1994
- Olbram Zoubek: Bezová duše, tři reliéfní tisky a kresba, 150 číslovaných výtisků, ISBN 80-901261-6-2
- Rainer Maria Rilke: Dopisy a sny (př. V. Holan), barevné lepty Adriena Šimotová, 100 číslovaných výtisků, ISBN 80-901261-8-9
- Johann Wolfgang von Goethe: Elegie (př. O. Fišer), mědirytiny Bedřich Housa, 50 číslovaných výtisků, ISBN 80-901261-7-0

### 1995
- Stanislav Kolíbal: Texty, originální kresby Stanislav Kolíbal, 40 číslovaných výtisků, ISBN 80-901261-9-7
- Eugéne Ionesco: Židle (př. V. Mikeš), serigrafie Milan Grygar, 28 číslovaných výtisků, ISBN 80-901895-0-4
- J.R.R. Tolkien: Kovář z Velké Lesné (př. S. Pošustová), mezzotinty Jan Hísek, 70 číslovaných výtisků, ISBN 80-901895-1-2
- Karel Hynek Mácha: Máj, barevné lepty Jan Koblasa, 50 číslovaných výtisků, ISBN 80-901895-2-0
- Edgar Allan Poe: Rukopis nalezený v láhvi (př. J. Schwarz), barevné dřevořezy Libor Beránek, 50 číslovaných výtisků, ISBN 80-901895-3-9

### 1996
- Jan Skácel: Smuténka, barevné lepty Pavel Sukdolák, 100 číslovaných výtisků, ISBN 80-901895-4-7
- Vladimír Holan: Noc s Ofélií, barevné lepty se suchou jehlou Jaroslav Šerých, 70 číslovaných výtisků, ISBN 80-901895-5-5
- Květa Pacovská: Scrap, 27 barevných litografií a koláží Květa Pacovská, 10 číslovaných výtisků
- Ivan Wernisch: Jen tak, kolorované barevevné linoryty Jiří Sopko, 2 x 60 číslovaných výtisků, ISBN 80-901895-6-3

### 1997
- Li-Po: Jdu tichou půlnocí (př. B. Mathesius), kolorované suché jehly Václav Boštík, 70 číslovaných výtisků, ISBN 80-901895-7-1
- Franz Kafka: Dopisy Mileně (př. H. Žantovská), dvě originální kresby Adriena Šimotová, 50 číslovaných výtisků, ISBN 80-901895-8-X

### 1998
- Ivan Wernisch, texty, Michael Rittstein: Dužina a jádro, barevné litografie, 55 číslovaných výtisků, 10 výtisků s orig. kresbou, ISBN 80-901895-9-8
- František Langer: Nepřekročitelné vrcholy, barevné linoryty Antonín Střížek, 70 číslovaných výtisků, ISBN 80-86184-00-5
- Josef Kroutvor: Nový bestiář a jiné historky, autorské frotáže Vladimír Kokolia, 35 číslovaných výtisků, ISBN 80-86184-01-3
- Zjevení Janovo (ekumenický překlad), mezzotinty Jan Hísek, 77 číslovaných výtisků, ISBN 80-86184-02-1

### 1999
- Jiří Šalamoun: Nahá obryně aneb V pondělí ďábel nemůže já mám zase něco v úterý, barevné litografie, 50 číslovaných výtisků, ISBN 80-86184-03-X
- Jan Neruda: Písně kosmické, serigrafie Zdeněk Sýkora, 50 číslovaných výtisků, ISBN 80-86184-04-8

### 2000
- Jacques Prévert: Nejkratší písně (př. J. Kroupa), dvě originální koláže Věra Janoušková, 40 číslovaných výtisků, ISBN 80-86184-05-6
- Friedrich Hölderlin: Duch času (př. V. Mikeš), kolorované dřevořezy Ivan Ouhel, 70 číslovaných výtisků, ISBN 80-86184-06-4
- Oscar Wilde: Šťastný princ, Slavík a růže, Sobecký obr (př. R. Nenadál), barevné litografie a ilustrace Petr Nikl, 100 číslovaných výtisků, ISBN 80-86184-07-2

### 2001
- Květa Pacovská: Otázky prostoru, citáty L. Wittgensteina př. R. Drury, orig. serigrafie, typo, design Květa Pacovská, 30 číslovaných výtisků, ISBN 80-86184-09-9
- Lewis Caroll: Tlachapoud (př. J. Císař, Aloys a Hana Skoumalovi), lepty Markéta Prachatická, 70 číslovaných výtisků, ISBN 80-86184-10-2

### 2002
- Petr Nikl: Atlas saltA, barevné litografie Petr Nikl, 70 číslovaných výtisků, ISBN 80-86184-11-0
- Hermann Hesse: Siddhartha (př. M. Černý), barevné lepty Pavel Sukdolák, 100 číslovaných výtisků, ISBN 80-86184-12-9
- Emily Dickinsonová: Jsem Nikdo! Kdo jsi ty? (př. E. Klimentová), pět originálních kreseb Adriena Šimotová, 30 číslovaných výtisků, ISBN 80-86184-14-5

### 2003
- Stephen Hawking, Roger Penrose: Povaha prostoru a času (př. P. Krtouš), serigrafie Zdeněk Sýkora, 70 číslovaných výtisků, ISBN 80-86184-13-7
- Thomas Mann: Smrt v Benátkách (př. J. Fučíková), mezzotinty Jan Hísek, 71 číslovaných výtisků, ISBN 80-86184-15-3
- Franz Kafka: Popis jednoho zápasu (př. J. Fučíková), lepty s akvatintou Jaroslav Róna, 90 číslovaných výtisků, ISBN 80-86184-15-3

### 2004
- Ernst Jandl: Čtenář myšlenek (př. J. Hiršal, B. Grögerová), barevné litografie Jiří Slíva, 70 číslovaných výtisků, ISBN 80-86184-16-1

### 2005
- William Faulkner: Elly (př. J. Schwarz), serigrafie Zdeněk Sýkora, 70 číslovaných výtisků, ISBN 80-86184-17-X
- Ladislav Klíma: Slavná Nemesis, barevné litografie Ivana Lomová, 70 číslovaných výtisků, ISBN 80-86184-18-8

### 2007
- Karel Hynek Mácha: Máj, serigrafie Zdeněk Sýkora, 99 číslovaných výtisků, ISBN 80-86184-20-X

### 2009
- Edgar Allan Poe: Odcizený dopis (př. J. Schwarz), litografie Jiří Šalamoun, 70 číslovaných výtisků, ISBN 978-80-86184-21-0
- Josef Hiršal, Bohumila Grögerová: Poezie struktury linie, serigrafie, ruční razítka Zdeněk Sýkora, 100 číslovaných výtisků, ISBN 978-80-86184-22-7

### 2011
- Macuo Bašó: Úzká stezka do vnitrozemí (př. A. Líman), barevné lepty Pavel Sukdolák, 100 číslovaných výtisků, ISBN 978-80-86184-23-4
- Samuel Beckett: Texty pro nic (př. M. Veselá), serigrafie Milan Grygar, 70 číslovaných výtisků, ISBN 978-80-86184-24-1

### 2012
- Marcus Aurelius Antonius: Hovory k sobě (př. R. Kuthan), litografie Stanislav Kolíbal, 70 číslovaných výtisků, ISBN 978-80-86184-25-8

### 2013
- Vladislav Vančura: Rozmarné léto, barevné linoryty Jiří Sopko, 100 číslovaných výtisků, ISBN 978-80-86184-27-2

### Volné edice grafických listů
Olbram Zoubek (1993), Adriena Šimotová, Jan Hísek (1994), Milan Grygar, Jan Koblasa, Libor Beránek, Pavel Sukdolák (1995), Stanislav Kolíbal, Jaroslav Šerých (1996), Jiří Sopko, Stanislav Kolíbal, Antonín Střížek, Michael Rittstein (1997),
Jan Hísek (1998), Jiří Šalamoun (1999), Zdeněk Sýkora, Věra Janoušková (2000), Jan Hísek (2001), Zdeněk Sýkora, Jan Hísek, Jiří Slíva (2003), Zdeněk Sýkora, Ivana Lomová (2005), Zdeněk Sýkora (2007, 2008, 2009)

### Ocenění
- 1994 Ceny Ministerstva kultury – nejkrásnější kniha 1993, ilustrace, grafická úprava
- 1995 Ceny Ministerstva kultury – nejkrásnější kniha 1994, ilustrace
- 1996 Cena Ministerstva kultury – nejkrásnější kniha 1995
- 1997 Ceny Ministerstva kultury – nejkrásnější kniha 1996 (1. a 3. místo)
- 1998 Cena Ministerstva kultury – nejkrásnější kniha 1997 (2. místo)
- 1999 Ceny Ministerstva kultury – nejkrásnější kniha 1998 (1., 2., 3. místo)

Grafika roku, kategorie Bibliofilie, cena Mor. papírny
3. bienále knižního umenia Martin – cena KU za typografii
- 2000 Ceny Ministra kultury (1. a 2. místo)

Cena SČUG Hollar za nejlepší ilustraci
Walther Tiemann Preis 2000, Lipsko (2. cena)
Ehrendiplom za typografii
- 2001 Cena Ministra kultury – nejkrásnější kniha 2000 (1. místo)

Cena TypoDesign klubu za typografii knih nakladatelství Aulos pro Z. Zieglera
Schönste Bücher aus aller Welt, Lipsko (2. cena J. Šalamoun)
4. bienále knižního umenia Martin – cena KU za celý program nakl. Aulos
- 2002 Cena Ministra kultury – nejkrásnější kniha 2001 (1., 2., 3. místo)

Grafika roku 2001, cena Grapheion za autorskou knihu (K. Pacovská)
- 2003 Cena Ministra kultury – nejkrásnější kniha 2002 (1., 2. místo)
- 2004 Cena Ministra kultury – nejkrásnější kniha 2003 (1. a 3. místo)
- 2006 Cena Ministra kultury – nejkrásnější kniha 2001 (1. a 2. místo)
- 2007 Nejkrásnější české knihy 2006 - Cena TypoDesign klubu za vynikající úroveň produkce nakladatelství Aulos

Cena SČUG Hollar za ilustrace (Jaroslav Róna)
- 2010 Nejkrásnější české knihy - Cena TypoDesign klubu za grafické zpracování knih nakladatelství Aulos (Z. Ziegler)

## Zastoupení ve sbírkách
- Národní knihovna
- Národní muzeum
- Památník národního písemnictví
- Uměleckoprůmyslové muzeum v Praze
- Moravská galerie v Brně
- Moravská zemská knihovna
- Muzeum Kroměříž
- Státní vědecké knihovny České Budějovice, Olomouc, Plzeň, Ústí nadLabem
- British Library
- Fondation M. von Cronenbold Paris
- Chihiro Art Museum Tokyo
- The New York Public Library
- Morris Library, Carbondale
- Deutsche Bücherei Leipzig
- Deutsches Buch und Schrift Museum Leipzig
- Gutenberg Museum Mainz
- Leipziger Städtische Bibliotheken
- Stiftung Buchkunst Frankfurt am Main
- Württembergische Landesbibliotek Stuttgart
- Soukromé sbírky doma a v zahraničí

### Výstavy
- 2001 Knihy Aulos, Vysoká škola uměleckoprůmyslová v Praze
- 2012 Knihy Aulos, Galerie Portheimka, Praha
- 2012 80 + 20 (Ziegler + Aulos), Museum Kampa, Praha